# Leon Furmanowicz

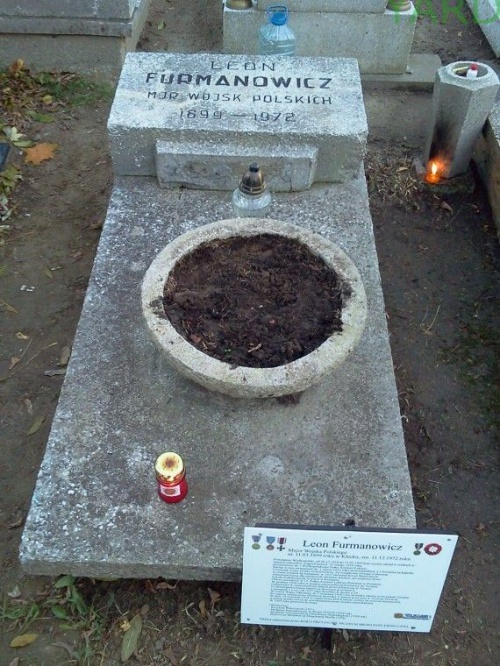
Grób mjr Leona Furmanowicza

Leon Furmanowicz (ur. 11 marca 1899 w Kłecku w powiecie gnieźnieńskim, zm. 11 grudnia 1972 w Poznaniu) – uczestnik powstania wielkopolskiego, podporucznik w 15 Wielkopolskim pułku artylerii lekkiej, w stopniu majora dowódca 8 dywizjonu artylerii przeciwlotniczej w Toruniu.

## Życiorys
Był synem młynarza Józefa Furmanowicza i Pelagii z domu Urbańskiej. Po ukończeniu szkoły podstawowej w Kłecku, rozpoczął naukę w Seminarium Nauczycielskim w Lesznie, następnie w Rawiczu i Rogoźnie. Stąd w 1917 roku został powołany do armii niemieckiej, z której zdezerterował w listopadzie 1918 roku. W tym samym miesiącu wstąpił ochotniczo do Rady Robotniczo-Żołnierskiej w Wągrowcu, Od 30 grudnia do 13 lutego 1919 roku brał czynny udział w powstaniu wielkopolskim. 25 lutego 1919 roku został przeniesiony do Wielkopolskiego pułku artylerii lekkiej. Służąc w nim awansował na bombardiera (1 marca 1919) i kaprala (1 kwietnia 1919).
Zdemobilizowany w październiku 1919 roku, ukończył Seminarium Nauczycielskie w Rogoźnie i w 1920 uzyskał świadectwo dojrzałości. Tuż potem został powołany do wojska i skierowany na front wojny polsko-bolszewickiej. Za wyjątkową odwagę otrzymał Krzyż Walecznych (1921). Po zakończeniu działań wojennych odbył kurs dla młodszych oficerów artylerii, prowadzony przez Szkołę Podchorążych Artylerii w Poznaniu. Po jego ukończeniu został oficerem zawodowym w 15 pułku artylerii polowej. W 1921 roku został awansowany na porucznika artylerii ze starszeństwem z dniem 1 sierpnia 1921 roku. W grudniu 1924 roku w stopniu porucznika, został przeniesiony do Torunia, celem zorganizowania 8 samochodowej baterii przeciwlotniczej. Po przeorganizowaniu baterii na dywizjon, pełnił w niej dalej służbę, jako d-ca baterii, a następnie jako II z-ca, potem I z-ca i wreszcie, od 1937 roku, jako dowódca 8 dyonu p-lot. W 1932 roku zostaje awansowany na stopień kapitana ze starszeństwem z dniem 1 stycznia 1932 roku. Major w 1939 roku.
W pierwszych dniach wojny pełni funkcję dowódcy obrony p-lot miasta Torunia. Po zajęciu miasta przez Niemców, objął funkcję dowódcy 4 baterii p-lot przy 4 Dywizji Piechoty. W czasie bitwy pod Kutnem, 18 września 1939 roku został wzięty do niewoli. Był więźniem Oflagu VII A aż do wyzwolenia przez wojska amerykańskie. Po powrocie do kraju zamieszkał w Poznaniu a następnie od maja 1946 objął stanowisko komendanta I batalionu UNRRA w Gdańsku. W 1947 ukończył kurs księgowości i objął posadę w Funduszu Aprowizacyjnym we Wrocławiu. Po jego zlikwidowaniu przeniósł się do Polskich Zakładów Zbożowych we Wrocławiu a później Opolu.
Ożenił się z Aleksandrą Likir (zmarła w 1939). Ich jedynym dzieckiem była córka Anna.
Zmarł 11 grudnia 1972 roku. Jego grób znajduje się na cmentarzu Górczyńskim w Poznaniu.

## Odznaczenia
- Krzyż Walecznych
- Medal Pamiątkowy Za Wojnę 1918-1921
- Medal 10-lecia Odzyskania Niepodległości
- Brązowy Medal Za Długoletnią Służbę
- Wielkopolski Krzyż Powstańczy[7]